# 照山修理
照山 修理（てるやま しゅり、天正13年（1585年） - 寛永18年7月26日（1641年9月1日））は、江戸時代前期の農民。名は広重。

## 経歴・人物
常陸多賀郡金沢村（現：茨城県日立市金沢町）の庄屋。先祖は、佐竹氏に仕えた武士で、久慈郡照山村（現：茨城県久慈郡大子町山方宿）に住み照山を氏としていたが、照山昭広の代に金沢村に土着した。
寛永18年（1641年）金沢村では水戸藩による初めての検地が行われた。検地は非常に厳重なもので修理は村の代表としてこれに反対する。その結果、捕えられ、弟の主税と次男の新次郎と共に金沢村塙山にて処刑された。
大子町にある長福寺には照山一族の墓と明治28年（1895年）建立の義民碑がある。